# 臧瓊
臧瓊（1434年—？），字文瑞，浙江湖州府長興縣人，民籍，明朝政治人物。

## 生平
天順三年（1459年）己卯科浙江鄉試第七十八名舉人，成化五年（1469年）中式己丑科會試第一百六十七名，三甲第十七名進士。

## 家族
曾祖臧子原；祖父臧仲和；父臧思聰，義官。